# Invest Tur
A INVESTtur (BM&F Bovespa IVTT3.SA), foi uma empresa de hotelaria, imobiliário e "second homes" brasileira que abriu capital no novo mercado da B3em Julho de 2008. A empresa tinha ações listadas na BM&FBovespa até a sua fusão com a "LA Hotels" da GP Investimentos e a criação da nova empresa sucessora BHG (Brazilian Hospitality Group).
A empresa foi criada a partir do portfolio de investimentos e desenvolvimento dos sócios do Grupo RFM que possuía na época o luxuoso Txai Resort, além de vários terrenos prontos para monetização e aquisição. Com a perspectiva de crescimento nacional á época, os parceiros visaram captar no mercado internacional o capital nescesário para um desenvolvimento hoteleiro e de turismo robusto no Brasil, com visão de um mix de hoteis de alto padrão e second-home em todas as regiões do país. A abertura de capital foi um sucesso, arrecadando no IPO R$945mi, um recorde para o setor na época.
Com as brucas incertezas no mercado, apesar das ações se manterem estáveis, seguidas da Grande Recessão que diminuiu a procura por "second-homes", a empresa se viu mudando o foco de seus investimentos para centros urbanos ao invés de resorts, o que levou a fusão com a LA Hotels de criação da BHG.